# L'art de la comèdia
L'art de la comèdia va ser escrita per Eduardo De Filippo l'any 1964. És probablement una de les obres més polítiques de la darrera meitat de segle, perquè problematitza una de les claus de lectura més candents de la nostra societat: la «versemblança», la capacitat de «semblar real» sense importar si ho és o no, però les implicacions ideològiques afecten de manera directa la nostra vida pública i política.
Ambientada en la Itàlia de mitjans de segle xx, l'obra narra la història d'un actor i la seva família del mateix ofici arruïnats a causa d'un gran incendi. En aquest moment de desesperació, el protagonista Oreste Campese demana ajuda al nou Prefecte del poble.

## Característiques generals
La comicitat impera durant les dues hores de representació, mantenint però en tot moment una crítica punyent envers la crisi cultural per part de la mala gestió governamental i la societat del moment. El protagonista principal Oreste Campese (àlter ego d'Eduardo De Filippo)- un director d'una companyia teatral arruïnat a causa d'un incendi- denuncia la situació de crisi cultural general amb un discurs lliure de compliments i amb una sinceritat extrema i pulcra. Oreste sentencia que és a causa de la manca d'ànims d ‘escriure textos pel teatre, així com la falta d'espectadors interessats a lliurar-se a les fabulacions de la ficció- n'és un exemple el Prefecte de la mateixa obra de teatre- que l'escena teatral ha quedat tan allunyada de la realitat d'aquells oficis amb cap i peus: metges, advocats, sastres... Una distància tan insalvable entre uns i altres que l'ofici d'actor no surt al llistat d'oficis formals del seu antic llibre-sil·labari que tenia quan era un nen.

## Argument
Amb aquest plantejament reivindicatiu i clar, Campese es presenta davant el nou Prefecte del poble i li demana amb summa humilitat que assisteixi a la representació del següent vespre que ell i la seva companyia duran a terme a un escenari improvisat, ja que malgrat la desgràcia de l'incendi de la seva carpa, han salvat la caixa dels postissos. El Prefecte, qui amb anterioritat s'havia mostrat molt interessat en les problemàtiques que l'actor li presenta sobre el món del teatre, s'hi nega en rotund al·legant que té moltes altres feines més importants que anar a veure una representació teatral d'una colla de pallassos arreplegats. Davant d'aquesta rotunda negació, Oreste Campese explica que no tot allò que a ell li pot interessar ha de ser veritat, ja que al cap i a la fi el que és interessant és el fet en si mateix, i no si aquest fet és ficció o realitat. I a més a més assegura davant el prefecte que si ell i la seva família es disposessin a imitar totes i cadascuna de les persones que el governador ha de rebre, ell no seria capaç de saber si aquell personatge de davant seu és l'imitador del metge o de la professora, o el metge o la professora reals.
Davant d'aquest plantejament, l'obra teatral inicia a un ritme trepidant un seguit de visites al Prefecte de dalt de l'escenari, on l'espectador es veurà perdut entre allò que és real i el que no, compartirà les incerteses del Prefecte davant de totes les visites que rep.
Un cop s'ha assolit aquesta visió refrectària de les coses i els éssers, sorgeix la conlcusió formulada per Oreste Campese, el director de la companyia, l'àlter ego d'Eduardo De Filippo. L'autèntica identitat dels éssers no modifica en res els fets: tot el que succeix dalt de l'escenari és cert, i tot el que és cert és també espectacle.

## Representació
L'obra L'art de la comèdia va ser representada per primer cop a Catalunya des del 12 de febrer al 12 d'abril de l'any 2015 a la Sala Gran del Teatre Nacional de Catalunya a Barcelona. Sota la direcció de Lluís Homar i Toboso i amb un bon repartiment amb Mar Ulldemolins i Sarret, Pau Viñals, Victòria Pagès i Andreu Benito entre d'altres.